# 維戈達 (沃洛奇斯克區)
49°31′58″N 26°23′43″E / 49.53278°N 26.39528°E
維霍達（烏克蘭語：Вигода）是位於烏克蘭西部的村莊，由赫梅利尼茨基州裡赫梅利尼茨基區的沃洛奇斯克市鎮負責管轄。該村面積0.55平方公里，海拔高度292米，2001年該村落人口107。